# 우에노 지즈코

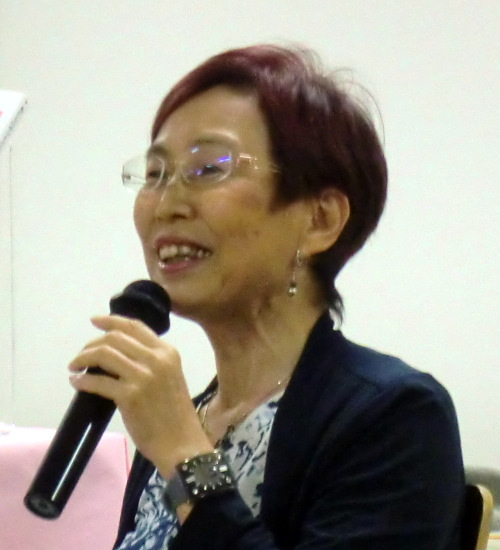
우에노 지즈코 (2014년 5월)

우에노 지즈코, 또는 우에노 치즈코(上野 千鶴子, 1948년 7월 12일 ~ )는 일본의 사회학자이자 여성학자이다. 마르크스주의 여성주의 이론가이기도 하다. 전공은 사회학, 젠더이론, 여성학이다. 도쿄 대학 사회학과에서 학생들을 가르쳤으며, 현재는 도쿄 대학 명예교수, 리츠메이칸 대학대학원 첨단종합학술연구과 특별초빙교수이다.
교토 대학 사회학 박사과정을 수료하였다. 도쿄 대학 사회학과 교수로 학생들을 가르쳤으며 2011년 명예 교수로 이름을 올렸다. 일본 국내의 여성활동 지원과 단체 간 연결을 위해 NPO법인 WAN(Women's Action Network)을 설립, 현재 이사장직을 맡고 있다. 일본사회학회이사, 전 관동사회학회회장 (2005년~2006년), 일본학술회의 회원, 슈레 대학 어드바이저, <헤이트 스피치와 레이시즘을 뛰어넘는 국제 네트워크> 공동대표를 임하고 있다.
1994년 <근대가족의 성립과 종언>으로 산토리학예상을 수상하였으며, 그 외 <스커트 밑의 극장>, <90년대의 아담과 이브>, <가부장제와 자본주의>, <내셔널리즘과 젠더>, <여자놀이> 등 다수의 저서를 통해 여성과 사회 문제에 대한 활발한 논의를 펼치고 있다. 조한혜정 교수와의 서간집 <경계에서 말한다>는 한국과 일본에서 동시출간되기도 했다.

## 생애
도야마현 나카니카와군 가미이치정 출신이다. 크리스챤 가정에서 자랐으며, 일본에서 크리스챤은 일본 인구의 1% 정도로 매우 독특한 경우이다. 아버지는 내과의였다. The Japan Times와의 인터뷰에서 아버지를 '완전한 성차별주의자(a complete sexist)'라고 설명했다. 아버지는 우에노의 형제들에게는 극심하게 높은 기대를 했지만, 정작 딸을 '애완 소녀(pet girl)'로 여겨 오히려 "무엇이든 할 수 있는 자유를 부여받았다."고 회상했다. 어머니와 아버지의 결혼은 불행했고, 어머니는 이혼을 고민하면서도 이혼이 불러올 어려움에 계속해서 초조해했다. 우에노는 "여성 혐오는 아버지에게서 시작하여 가부장제 대리인인 어머니를 통해 내면화된다"고 말했다.
구조주의 문화인류학과 사회과학의 경계를 다룬 이론사회학에 대한 연구자가 되어, 이 시기의 1970년대 논문은 <구조주의의 모험>에 정리되어 있다. 1980년에 마르크스주의 페미니즘을 알게되고, 이를 소개하며 연구했다. 저서로는 <가부장제와 자본제도 - 마르크스주의 페미니즘의 지평>(1990년)이 있다. 이후 그녀 자신도 마르크스주의 페미니스트가 된다.
또한, 사상 수입이 아닌 일본의 여성 문제 역사의 정비에도 힘써 1970년대에 일어난 우먼리브 운동의 재평가도 일어났다.
<섹시 걸의 대연구>(1982년)는 표지 커버에 추천문을 보낸 구리모토 신이치나 야마구치 마사오, 츠루미 슌스케 등에게 평가되어, 문화인류학・기호론・표상문화론 등의 방법을 사용하여 현대 소비사회를 논하는 페미니스트로서 알려지게 되었다. 특히 1987년에서 1988년에 걸쳐 여론을 흔든 아그네스 논쟁에 아그네스 장을 옹호하는 측에 참가했다.
1990년대 이후도 가족・건축・개호・복지문제와 문학・심리학・사회심리학 등 학문 영역을 논하고 있다. 근대가족론으로서 <근대가족의 성립과 종말>(1994년)등이 있고, 그것을 발전시켜 근대국가론을 다룬 <내셔널리즘과 젠더>(1998년)와 간호 문제에 파생된 저서도 있다.
박사과정 퇴학 후에 마케팅 계의 씽크탱크로 일했던 적도 있어, 소비사회론의 저작도 많다.
문학론으로는, 오구라 지카코, 도미오카 다에코와의 정담 <남류문학론>(1992년), <우에노 지즈코가 문학을 사회학하기>(2000년) 등이 있다. 현대 하이쿠 작가였던 시기도 있어, <황금경(엘 도라도) 우에노 지즈코 모음집>(1990년)이 있다.
그 외, 성애(섹슈얼리티)론, 시민운동론, 학교론 등 다양한 분야에서의 저작도 다수 있다. 또한 논문집 <일본의 페미니즘>과 <이와나미 여성학사전>, <이와나미 강좌 현대 사회학>, <사회학 문학 사전>등의 공동 편집자도 임하고 있다.
2013년에 <케어의 사회학... 당사자주의 복지사회에>로 도쿄대학교로부터 박사(문학)를 취득했다.

### 학력
- 도야마 대학 교육부 부설 중학교 졸업
- 1967년 3월 이시카와현 가나자와 현 니스이 고등학교 졸업
- 1972년 3월 교토 대학 문학부 철학과 사회학 전공 졸업
- 1977년 3월 교토 대학 대학원 문학연구과 사회학 전공 박사과정 퇴학

### 경력
- 1977년 4월 - 교토 대학 대학원 문학연구사회학 전공연수원
- 1979년 4월 - 헤이안 여학원 단기대학 (현 헤이안 여학원 대학 단기대학부) 전임강사
- 1982년 4월 - 헤이안 여학원 단기대학 조교수
- 1989년 4월 - 교토세이카 대학 인문학부 조교수
- 국제일본문화연구센터 객원조교수
- 1992년 10월 - 교토세이카 대학 인문학부 교수
- 1993년 4월 - 도쿄 대학 대학원 인문사회학계 연구과 문학부 조교수
- 1995년 4월 - 도쿄대학교 대학원 인문사회학계 연구과 교수
- 2009년 5월 - 특정비영리활동법인 위멘즈 액션 네트워크 (WAN)을 설립하고, 이사에 취임
- 2011년 - 도쿄대학 명예교수
- 2012년 - 리츠메이칸 대학 대학원 첨단종합학술연구과의 특별초빙교수 (2017년까지)

재외연구
- 1982년 9월 - 노스웨스턴 대학 인류학부객원연구원(- 1983년 6월)
- 1983년 4월 - 시카고 대학 인류학부객원연구원(- 1984년 8월)
- 1991년 4월 - 본대학 일본어학연구과 객원교수(- 1992년 3월)
- 1996년 3월 - 멕시코대학원 대학 아시아・아프리카연구센터 객원교수
- 1996년 10월 - 콜럼비아 대학 버나드 컬리지, 아시아중근동학부 객원교수

### 수상경력
- 1994년 12월 - <근대가족의 성립과 종언>으로 산토리 학예상(사회 풍속 부문)
- 2012년 1월 - 2011년 아사히상

## 논쟁과 비판
우에노는 각종 분야에서 발언하여 많은 논쟁에 관여되었으며, 그 언동은 간혹 비판이나 지지를 받아왔다.
우에노가 관여한 대표적인 논쟁은 아그네스논쟁이며, 일단 아그네스 비판파로 기울어져 가던 흐름이 우에노가 토론(의론)에 참여한 결과, 한번에 흐름을 역전시킬 정도였다고 알려져있다. 당초 [어른의 공간에 어린이를 들이지마]라는 [하야시(하야시 마리코) 나카노(나카노 츠바사)] 대 아그네스 챈 논쟁은, 우에노에 의해 <일하는 어머니의 문제>로 변화하여, 다양한 분야의 논객이 참전하는 일대논쟁이 되었다.
페미니즘 내부의 논쟁에서는, 이를테면 에코로지컬 페미니즘을 주창한 아오키 야요히에 대해, 남성우위의 문화 이데올로기에 지나지 않는다며 거센 논전을 꾀하였다. 이를테면 에코페미논쟁에서, 우에노측의 주장은 <여자는 세계를 구할 수 있을까>(1985)등에 정리되어 있다.
저서 <젠더 프리는 멈추지 않는다>(쇼에이도)에서, "여자는 시집을 가는 것이 최고라고 나는 믿고있습니다"와 같은 신조는 범죄로 다루어져야 한다고 주장했다.
2013년 10월에 야마나시현 야마나시시가 우에노에게 재택의료와 같은 주제로 한 강연을 의뢰하여 공식사이트에서 참가자를 모집했다. 그러나 시민들이 "과거에 문제 발언을 다수 행한 우에노를 부르는 것은 이상하다"는 등 클레임이 발생한 것을 이유로 모치즈키 기요타카 시장이 강연중지를 결정하여 우에노에게 통지하였다. 이에 대하여 우에노는 자신의 블로그에서 "(협박을 받은 것은 아닌데도) 시는 편리한 자주규제를 행하고 있다"와 같은 반론을 실어, 해당시의 대응을 비판하였다. 이후 시민들로부터 이번엔 (강연)개최를 요구하는 항의를 받게되어 잘못을 인정하고 방침을 철회하여 강연회 개최를 결정하였으며, 2014년 3월 18일에 열린 강연의 서두에서 모치즈키 시장이 [우에노 선생님께 무례를 범하였다]고 사죄하였다.
이외 비판의 주된 내용은 사이토 미나코 <문단아이돌론>(2002)에 정리되어있다.

## 한국에 발매된 저서
- <90년대의 아담과 이브>(절판), 동풍, 1991-09-01, ISBN : 9788973280551
- <스커트밑의 극장>(절판), 논장, 1991-11-01, ISBN : 5000085976
- <가부장제와 자본주의>, 녹두, 1994-10-01, ISBN : 9788973280551
- <내셔널리즘과 젠더>(구판 절판), 이선이 옮김, 박종철출판사, 1999-12-15, ISBN : 9788985022248
- <여자놀이>, 보고사, 2000-04-28, ISBN : 9788984330344
- <경계에서 말한다> 조한혜정 공동, 김찬호, 사사키 노리코 옮김, 생각의나무, 2004-07-22, ISBN : 9788984983502
- <인간을 넘어서>, 나카무라 유지로 공동, 정화경 옮김, 당대, 2004-08-06, ISBN : 9788981631154
- <화려한 싱글, 돌아온 싱글, 언젠간 싱글>, 나일등 옮김, 이완정 감수, 이덴슬리벨, 2008-08-17, ISBN : 9788991310155
- <결혼제국>, 노부타 사요코 공동, 정선철 옮김, 이매진, 2008-11-24, ISBN : 9788990816733
  - (개정판) <싱글, 행복하면 그만이다>, 나일등 옮김, 이완정 감수, 이덴슬리벨, 2011-10-04, ISBN : 9788991310353
- <근대가족의 성립과 종언>, 이미지문화연구소 옮김, 당대, 2009-03-30, ISBN : 9788981631468
- <여성혐오를 혐오한다>, 나일등 옮김, 은행나무, 2012-05-02, ISBN : 9788956606217
- <위안부를 둘러싼 기억의 정치학>, 이선이 옮김, 현실문화, 2014-07-21, ISBN : 9788965640981
- <독신의 오후>, 오경순 옮김, 현실문화, 2014-06-10, ISBN : 9788965640905
- <아들이 부모를 간병한다는 것>, 히라야마 료 공동, 류순미, 송경원 옮김, 어른의시간, 2015-02-05, ISBN : 9791195445301
- <여자들의 사상>, 조승미, 최은영 옮김, 현실문화, 2015-08-01, ISBN : 9788965641711
- <누구나 혼자인 시대의 죽음>, 송경원 옮김, 어른의시간, 2016-11-15, ISBN : 9791187438021
- <느낌을 팝니다>, 나일등 옮김, 마음산책, 2016-11-25, ISBN : 9788960902844
- <비혼입니다만, 그게 어쨌다구요?!>, 미나시타 키류 공동, 조승미 옮김, 동녘, 2017-01-16, ISBN : 9788972978596

## 같이 보기
- 여성주의자
- 여성주의
- 급진적 여성주의